# Mick Thomson
Mick Thomson, född 3 november 1973, är gitarrist i metalbandet Slipknot där han är känd vid hans nummer #7.  I sin ungdom spelade Mick i band såsom Body Pit. Han gick med i Slipknot 1996.
Utanför Slipknot gav Thomson under en tid gitarrlektioner i "Ye olde guitar shop" och jobbar för gitarrtillverkaren Ibanez.
Han har bland sina tatueringar, en tatuering på sitt nummer, Sju, på vänster arm (Seven).

## Mask
I Iowa och Vol. 3: (The Subliminal Verses) hade Thomson en modifierad hockeymask, av läder, med metalliskt utseende, men i All Hope Is Gone hade han en mask av äkta metall.
Masken har alltid haft samma utseende, avlånga rivna ränder som föreställer munnen och ögonbrynen är "uppvikta".

## Gitarrer
Mick Thomson har spelat på BC Rich men har bytt till Ibanez. Anledningen var att BC Rich inte gav honom de instrument han behövde.
Mick Thomson har två olika signaturgitarrer inom Ibanez, MTM1 och MTM2. MTM1 den finare gitarren har Seymour Duncan-mickar och Micks logga "SEVEN" på halsen, medan den billigare modellen har V7- och V8-mickar och har inte "SEVEN"-loggan. Han har även loggan "HATE" på några av sina gitarrer.